# 판쯔이
판쯔이(중국어 정체자: 潘姿怡, 병음: Pān Zīyí, 한자음: 반자이, 1996년 7월 28일 ~ )는 대만의 아이돌이며, AKB48 Team TP의 멤버이다.